# 埃及车轴草
埃及车轴草（学名：Trifolium alexandrinum），又名埃及三葉草，为豆科三葉草属下的一个种。

## 扩展阅读
- 維基物種上的相關：埃及三葉草